# Дудик Дмитро Володимирович
Дмитро Володимирович Дудик (народився 2 листопада 1977 у м. Мінську, СРСР) — білоруський хокеїст, правий нападник. Виступає за «Німан» (Гродно) у Білоруській Екстралізі. Заслужений майстер спорту Республіки Білорусь (2002).
Виступав за «Нюрнберг Айс-Тайгерс», ХК «Гомель», «Керамін» (Мінськ), «Юність» (Мінськ), «Динамо» (Мінськ), «Шахтар» (Солігорськ), «Чайна Дрегон».
У складі національної збірної Білорусі провів 117 матчів (36 голів, 22 передачі), учасник зимових Олімпійських ігор 2002; учасник чемпіонатів світу 2000, 2004 (дивізіон I), 2005, 2006 2007 і 2008. У складі молодіжної збірної Білорусі учасник чемпіонату Європи 1994 (група B) і 1995, чемпіонатів світу 1995 (група C), 1996 (група C) і 1997 (група C). 
Чемпіон Білорусі (2005, 2007, 2010), срібний призер (2011). Чемпіон СЄХЛ (2003, 2004). Володар Кубка Білорусі (2004, 2009).